# Strauß (Familienname)
Strauß oder Strauss ist ein Familienname.

## Herkunft und Bedeutung
1. Strauß (bzw. Strausz oder Strauss) ist ein Übername zu mittelhochdeutsch strūz und mittelniederdeutsch strūs (der Vogel „Strauß“); nach einer Straußenfeder im Helmschmuck oder als Anspielung auf die Augen bzw. den Blick des ersten Namensträgers. So heißt es zum Beispiel im jungen Titurel (um 1270) dīn ougen sullen dem strouze gelīchen („deine Augen sollen dem Strauß gleichen“).
2. Strauß ist ein auf einen Hausnamen zurückgehender Familienname.
3. Strauß ist ein Übername zu mittelhochdeutsch strūz („Widerstand, Zwist, Streit, Gefecht“) für einen streitlustigen Menschen.
4. Strauß ist ein Wohnstättenname zu mittelhochdeutsch strūz („Strauch, Büschel“).[1]

## Belege
- 1162: Heinric Struz belegt in Magdeburg
- 1428/38: Heyne vamm Strause belegt in Eschede[2]

## Namensträger

### A
- Adolf Strauß (1879–1973), deutscher Generaloberst
- Adolf Strauss (1902–1944), deutscher Komponist
- Adriaan Strauss (* 1985), südafrikanischer Rugby-Union-Spieler
- Albert Strauss (Manager) (1864–1929), US-amerikanischer Bank- und Wirtschaftsmanager
- Albert Strauss (Fechter) (1876–1963), US-amerikanischer Fechter
- Albert Strauß (Politiker) (* 1939), deutscher Politiker
- Albert von Strauß und Torney (1833–1896), deutscher Jurist und Archivar
- Albrecht B. Strauss (1921–2015), US-amerikanischer Anglist
- Alexander Strauss (* 1961/1962), deutscher Gynäkologe und Hochschullehrer
- Alfred Strauß (Sänger) (1894–1966), österreichisch-amerikanischer Sänger
- Alfred Strauß (Rechtsanwalt) (1902–1933), deutscher Rechtsanwalt
- Alfred A. Strauss (Alfred Abraham Strauss; 1897–1957), US-amerikanischer Neurologe deutscher Herkunft
- Andreas Strauss (* 1968), österreichischer Künstler
- Andrew Strauss (* 1977), englischer Cricketspieler
- Andy Strauß (* 1981), deutscher Poetry-Slammer
- Annika Strauss (* 1984), deutsche Schauspielerin, Schriftstellerin und Drehbuchautorin
- Anselm Franz Strauß (1780–1830), Apotheker und Chemiker, Hochschullehrer an der Karls-Universität und an der Forstlichen Hochschule in Aschaffenburg
- Anselm L. Strauss (1916–1996), US-amerikanischer Soziologe
- Anton Strauß (1828–1888), deutscher Gärtner
- Arnold Strauss (1902–1965), deutsch-amerikanischer Pathologe, Kunstsammler und Partner Irmgard Keuns
- Astrid Strauß (* 1968), deutsche Schwimmerin
- August Strauß (1863–1942), deutscher Bankier, ermordet im KZ Theresienstadt
- August Franz von Strauß (1737–1782), deutscher Geistlicher, Weihbischof von Mainz

### B
- Benno Strauß (1873–1944), deutscher Metallurg und Physiker
- Bernd Strauß (* 1959), deutscher Sportpsychologe und Hochschullehrer
- Bernhard Strauß (Psychologe) (* 1956), deutscher Psychologe, Psychotherapeut und Hochschullehrer
- Bernhard Strauss (Fotograf) (* 1966), deutscher Fotograf
- Bernhard Strauß (Volleyballspieler) (* 1975), österreichischer Beachvolleyball-Spieler
- Bertha Badt-Strauss (1885–1970), deutsche Publizistin, Journalistin und Autorin
- Botho Strauß (* 1944), deutscher Schriftsteller und Dramatiker
- Bruno Strauss (1889–1969), deutscher Germanist und Philosophiehistoriker

### C
- Carl Strauß (Politiker) (1857–1937), deutscher Politiker, Bürgermeister von Bad Hersfeld
- Carl Strauss (Künstler) (1873–1957), schweizerisch-US-amerikanischer Maler, Radierer und Illustrator
- Carl Strauss (Verleger), deutscher Buchhändler und Verleger
- Carl Gottlieb Strauß (1743–1790), deutscher Geistlicher und Pädagoge
- Carla Strauß (1944–2016), deutsche Tischtennisspielerin
- Carol Kahn Strauss (* 1944), US-amerikanische Publizistin
- Carolyn Strauss (* 1963), US-amerikanische Fernsehproduzentin
- Charles M. Strauss (1840–1892), US-amerikanischer Geschäftsmann und Politiker
- Christian Strauß (um 1627–1702), deutscher Landrat und Bürgermeister
- Christoph Strauss (1575–1631), österreichischer Komponist, Kapellmeister und Organist
- Claude Strauss, Geburtsname von Claude Vigée (1921–2020), französischer Dichter
- Claude Lévi-Strauss (1908–2009), französischer Ethnologe, Anthropologe und Autor

### D
- Daniel Strauß (* 1965), deutscher Bürgerrechtler
- David Friedrich Strauß (1808–1874), deutscher Theologe und Philosoph
- Dieter Strauss (* 1942), deutscher Germanist
- Dieter Strauß (* 1944), deutscher Fußballspieler
- Dominique Strauss-Kahn (* 1949), französischer Politiker
- Dorothea Strauss (* 1960), deutsche Kunsthistorikerin und Kuratorin

### E
- Edmund von Strauß (1869–1919), österreichischer Komponist, Kapellmeister und Dirigent
- Eduard Strauß (1835–1916), österreichischer Komponist
- Eduard Strauss (Philosoph) (1876–1952), deutscher Chemiker und jüdischer Philosoph
- Eduard Strauss (Chemiker) (1890–1971), deutscher Chemiker und Unternehmer
- Eduard Strauss II (1910–1969), österreichischer Dirigent
- Eduard Strauss (Jurist) (* 1955), österreichischer Richter
- Emil Strauß (1866–1960), deutscher Schriftsteller
- Emil Strauß (Buchhändler) (1845–1903), deutscher Buchhändler und Verleger
- Emil Strauß (Journalist) (1889–1942), österreichisch-tschechischer Journalist, Politiker und Historiker
- Erich Strauß (Lehrer) (1884–1953), deutscher Zoologe, Mineraloge, Lehrer und Direktor der Städtischen Naturwissenschaftlichen Sammlungen Chemnitz
- Erich Strauss (1911–1981), britischer Ökonom
- Erich Strauß (Heimatforscher) (1921–2004), deutscher Kaufmann und Heimatforscher
- Erik Strauß (* 1982), deutscher Wirtschaftswissenschaftler
- Ernest Strauß (auch Ernst Strauß; * 1929), deutscher Cellist, siehe Strauß-Quartett
- Ernst Strauss (1901–1981), deutscher Kunsthistoriker und Klavierpädagoge
- Ernst Strauss (Pianist, 1915) (1915–?), österreichischer Pianist, Violinist, Komponist und Musikkritiker
- Esther Strauß (* 1986), österreichische bildende Künstlerin, Performancekünstlerin und Sprachkünstlerin
- Eugen Strauß (Geistlicher) (1863–1939), deutscher evangelischer Pfarrer und Autor
- Eugen Strauß (Jurist) (Eugen Strauss; 1879–1965), britischer Jurist, Anwalt und Gemeindevorsteher deutscher Herkunft

### F
- Fabian Strauß (* 1993), deutscher Basketballspieler und -trainer
- Fabio Varesi-Strauss (* 1994), österreichischer Fußballspieler
- Felix Strauss (* 2001), österreichischer Fußballspieler
- Felix F. Strauss (1918–1990), austroamerikanischer Historiker
- Ferdinand Strauß (1876–1949), österreichischer Lehrer und naturwissenschaftlicher Autor
- Frank Strauß (1970–2024), deutscher Bankmanager und Eishockeyspieler
- Franz Strauss (Franz Joseph Strauss; 1822–1905), deutscher Hornist und Komponist
- Franz Strauss (Maler) (* 1957), österreichischer Maler und Objektkünstler
- Franz Georg Strauß (* 1961), deutscher Medienunternehmer
- Franz Josef Strauß (1915–1988), deutscher Politiker (CSU)
- Franz Theodor Strauss (auch Theodor Strauß; 1859–1911), deutscher Teppichhändler, Botaniker und Pflanzenmaler
- Franz Xaver Strauß (1898–1966), deutscher Politiker (CSU), MdL Bayern
- Frauke Strauß, deutsche Schauspielerin
- Friedrich Strauß (Theologe) (Gerhard Friedrich Abraham Strauß; 1786–1863), deutscher Theologe und Prediger
- Friedrich von Strauss (Friedrich Karl Joseph von Strauss; 1787–1855), deutscher Beamter, Mykologe und Botaniker
- Friedrich Adolf Strauß (1817–1888), deutscher Theologe und Prediger
- Fritz Strauss (Jurist) (auch Fritz Strauß; 1877–??), deutscher Jurist
- Fritz Strauß (Schriftsteller) (auch Fritz Strauss; 1883–1970), deutscher Offizier und Schriftsteller
- Fritz Strauss (Landrat) (1903–1948), deutscher Landrat
- Fritz Strauss (Mediziner) (1907–1994), deutsch-schweizerischer Mediziner und Hochschullehrer

### G
- Gabriele Lackner-Strauss (* 1953), österreichische Politikerin (ÖVP)
- Georg Strauß (Politiker) (Georg Heinrich Strauß; 1750–1804), deutscher Politiker, Bürgermeister von Worms
- Georg Strauss (Tiermediziner) (auch Georg Strauß; 1800–1845), österreichischer Tiermediziner und Hochschullehrer
- Georg Strauß (Boxer), deutscher Boxer
- Georg Strauss (Verbandsfunktionär) (1896–1975), deutscher Verbandsfunktionär, Schriftsteller und Verleger
- George Strauss, Baron Strauss (1901–1993), britischer Politiker
- Gerhard Strauss (1908–1984), deutscher Kunsthistoriker
- Gertrud Strauss-Höfer (1901–1970), deutsche Violinistin und Opfer des NS-Regimes
- Gottfried Strauß (1641–1706), deutscher Rechtswissenschaftler und Hochschullehrer
- Günter Strauss (auch Günther Strauss; 1922–1998), deutscher Gynäkologe und Hochschullehrer

### H
- Hanna Zweig-Strauss (1931–2014), Schweizer Ärztin und Historikerin
- Hanns Strauss (1883–1946), deutscher Maler, Kunsthandwerker und Kunstlehrer
- Hans Strauß (Verleger) (1891–nach 1965), deutscher Zeitschriftenverleger
- Hans Strauss (Mediziner) (1898–1978), deutscher Neurologe und Psychiater
- Hans Strauß (Jurist, I), deutscher Jurist
- Hans Strauß (Theologe) (1932–2011), deutscher Theologe
- Hans Strauß (Jurist, 1952) (* 1952), deutscher Jurist
- Harry Strauss (1909–1941), US-amerikanischer Mobster
- Heinrich Strauß (Politiker, 1816) (1816–1887), deutscher Politiker, MdL Kurhessen
- Heinrich Strauss (Botaniker) (1850–1922), deutscher Botaniker und Gärtner
- Heinrich Strauß (Politiker, 1882) (Franz Heinrich Strauß; 1882–1968), deutscher Politiker (CVP), MdL Saarland
- Heinrich Strauss (Kunsthistoriker) (1899–nach 1960), deutsch-israelischer Kunsthistoriker
- Heinrich Strauß (Verwaltungsbeamter), deutscher Verwaltungsbeamter
- Heidi Strauss (* 1970), österreichische Politikerin (SPÖ)
- Helfried Strauß (* 1943), deutscher Fotograf und Hochschullehrer
- Helmut Strauß (1922–2014), deutscher Geistlicher und Begründer der evangelischen Sabbatmission
- Henriette Strauß (1818–1878), österreichische Sängerin
- Herbert A. Strauss (Herbert Arthur Strauss; 1918–2005), US-amerikanischer Historiker
- Herbert L. Strauss (Herbert Leopold Strauss; 1936–2014), deutsch-US-amerikanischer Chemiker
- Hermann Strauß (Mediziner) (1868–1944), deutscher Internist
- Hermann Strauss (Kaufmann) (1876–1942), Kaufmann, NS-Opfer
- Hermann Strauss (Heimatforscher) (1880–1970), Schweizer Heimatforscher
- Hermann Strauß (Leichtathlet) (1931–2011), deutscher Leichtathlet
- Hermann Strauß-Olsen (1880–1914), deutscher Kaufmann und Schriftsteller
- Hugo Strauss (Musiker) (1869–1944), deutscher Komponist, Dirigent und Pianist
- Hugo Strauß (Ruderer) (1907–1941), deutscher Ruderer
- Hugo von Strauß und Torney (1837–1919), deutscher Verwaltungsbeamter und Polizeipräsident
- Hugo Arnold Strauss (1872–1944), Schweizer Maler

### I
- Ingo Strauß (* 1975), deutscher Handballspieler
- Isaac Strauss (1806–1888), französischer Komponist
- Isidore Strauss (1845–1912), US-amerikanischer Geschäftsmann und Politiker

### J
- Jacob Strauß (um 1480–1530), deutscher Theologe und Reformator
- Jakob Strauß (* 1960), österreichischer Politiker (SPÖ)
- Jenny Strauss Clay (* 1942), US-amerikanische Klassische Philologin und Hochschullehrerin
- Jo-Ann Strauss (* 1981), südafrikanisches Model und Moderatorin
- Johann Strauß (Mathematiker) (1590–1630), deutscher Mathematiker
- Johann Strauss (Vater) (auch Johann Strauss I; 1804–1849), österreichischer Kapellmeister und Komponist
- Johann Strauss (Sohn) (auch Johann Strauss II; 1825–1899), österreichischer Kapellmeister und Komponist
- Johann Strauss (Enkel) (auch Johann Strauss III; 1866–1939), österreichischer Kapellmeister und Komponist
- Johann Christoph von Strauß († 1686), deutscher Generalmajor
- Johann Friedrich Strauß (1823–1872), deutscher Landwirt und Politiker
- Johann Gottfried Strauß (1718–1779), deutscher Prediger
- Johann Michael Strauß (1628–1692), deutscher lutherischer Theologe
- Johann Michael Strauß (Politiker) (1818–1883), deutscher Politiker, MdL Bayern
- Johannes-Sebastian Strauss (* 1965), deutscher Gitarrist und Sänger
- John-Patrick Strauß (* 1996), deutscher Fußballspieler
- Josh Strauss (* 1986), südafrikanischer Rugby-Union-Spieler
- Josef Strauss (1827–1870), österreichischer Komponist, Architekt und Erfinder
- Josef Strauß (Lehrer) (1925–2013), österreichischer Lehrer
- Josef Strauß (Fußballspieler) (1928–2012), deutscher Fußballtorwart
- Joseph Strauss (Musiker) (1793–1866), österreichischer Geiger, Komponist und Kapellmeister
- Joseph Strauss (Admiral) (1861–1948), US-amerikanischer Admiral
- Joseph Strauss (Mikrobiologe) (* 1963), österreichischer Mikrobiologe, Genetiker und Hochschullehrer
- Joseph Baermann Strauss (1870–1938), US-amerikanischer Ingenieur
- Joulia Strauss (* 1974), russische Künstlerin
- Jules Strauss († 1909), französischer Komponist und Arrangeur
- Juliane Bogner-Strauß (* 1971), österreichische Molekularbiologin, Biochemikerin und Politikerin (ÖVP)
- Julius Strauss (1899–1976), deutsch-US-amerikanischer Fabrikant
- Jürgen Strauss (* 1943), deutscher Anglist, Linguist und Hochschullehrer

### K
- Kai Strauss (* 1970), deutscher Bluesmusiker
- Karl Strauß (Bankier) (1872/1873–1927), deutscher Bankier
- Karl Strauß (Lehrer) (1883–1942), deutscher Lehrer und Politiker
- Karl Strauß (Ingenieur) (* 1940), deutscher Ingenieur und Hochschullehrer
- Karl-Heinz Strauss (* 1960), österreichischer Baumanager
- Katja Strauss-Köster (* 1970), deutsche Politikerin, Bürgermeisterin von Herdecke
- Klara Strauß (1875–1941), deutsche Fabrikantengattin, siehe Liste der Stolpersteine in München
- Kurt Strauß (1901–1944), deutscher Chirurg und Hochschullehrer

### L
- Leo Strauss (1899–1973), deutsch-US-amerikanischer Philosoph
- Levi Strauss (1829–1902), deutsch-US-amerikanischer Industrieller
- Levi Strauß (1839–1926), deutscher Kaufmann, Politiker und Journalist
- Lewis Strauss (1896–1974), US-amerikanischer Politiker
- Lieselotte Strauss (1913–2007), deutsche Grafikerin
- Liselotte Eichmann-Strauss (1914–??), deutsch-schweizerische Malerin und Bildhauerin
- Lothar von Strauß und Torney (1835–1903), deutscher Generalmajor
- Lotte Strauss (1913–1985), deutsche Pathologin
- Lotte Strauss (Autorin) (1913–2020), deutschamerikanische Autorin
- Ludwig Strauss (1835–1899), österreichisch-britischer Violinist und Konzertmeister, siehe Ludwig Straus
- Ludwig Strauss (1892–1953), deutscher Schriftsteller und Literaturwissenschaftler
- Ludwig G. Strauss (1949–2013), deutscher Radiologe
- Lulu von Strauß und Torney (1873–1956), deutsche Dichterin und Schriftstellerin

### M
- Marcel Strauss (* 1976), Schweizer Radrennfahrer
- Marianne Strauß (1930–1984), deutsche Volkswirtin
- Marianne Strauß-Ellenbogen (1923–1996), deutsche Zeitzeugin des Holocaust
- Marie Strauß († 1864), deutsche Hefehändlerin, Mörderin, öffentlich Hingerichtete
- Martin Strauß (* 1959), deutscher Schriftsteller
- Martin Strauss (Physiker) (1907–1978), deutscher Physiker und Philosoph
- Matthias Strauss (* 1956), deutscher Basketballspieler
- Max Strauß (Übersetzer) (1888–1956), deutscher Rechtsanwalt und Übersetzer
- Max Strauß (* 1959), deutscher Jurist
- Michael Strauss (Biologe) (1950–1999), deutscher Zellbiologe und Hochschullehrer
- Michael Strauß (Jurist) (* 1972), deutscher Jurist und Richter
- Monique Lévi-Strauss (* 1926), belgisch-französische Schriftstellerin
- Moses Strauss (1887–1981), deutscher Arzt und Gemeindevorsteher

### N
- Nadine Strauss (* 1995), österreichische Beachvolleyballspielerin
- Neil Strauss (* 1969), US-amerikanischer Journalist und Autor
- Nita Strauss (* 1986), US-amerikanische Gitarristin

### O
- Ofra Strauss (* 1960), israelische Unternehmerin
- Ottmar Edwin Strauss (1878–1941), deutscher Industrieller
- Otto Strauß (Theologe) (1827–1880), deutscher Theologe
- Otto Strauß (Politiker, 1870) (1870–1938), deutscher Politiker (WP), MdR
- Otto Strauß (Indologe) (Otto Hermann Strauß; 1881–1940), deutscher Indologe und Hochschullehrer
- Otto Strauss (Politiker, II), deutscher Politiker (SED), MdV
- Otto Strauß (Politiker, 1954) (* 1954), deutscher Politiker (AfD), MdB

### P
- Paul Strauß (Politiker) (1923–1995), deutscher Politiker (SED)
- Paul-Friedrich Strauß (* 1922), deutscher General
- Pauline Strauss-de Ahna (1863–1950), deutsche Sängerin (Sopran)
- Pavol Strauss (1912–1994), slowakischer Arzt, Philosoph, Essayist und Übersetzer
- Peter Strauß (Tagelöhner) (1900–1934), österreichischer Tagelöhner
- Peter Strauss (Schauspieler, 1947) (Peter Lawrence Strauss; * 1947), US-amerikanischer Schauspieler
- Peter Strauß (Schauspieler, 1958) (* 1958), österreichischer Schauspieler
- Peter A. Strauss (* 1971), deutscher Koch

### R
- Rainer Strauß, deutscher Rechtswissenschaftler und Hochschullehrer
- Reinhard Strauß († nach 1933), deutscher Unternehmensgründer
- Richard Strauss (1864–1949), deutscher Komponist
- Richardt Strauss (* 1986), südafrikanisch-irischer Rugby-Union-Spieler
- Robert Strauss (Schauspieler) (1913–1975), US-amerikanischer Schauspieler
- Robert Strauß (Fußballspieler) (* 1986), deutscher Fußballspieler
- Robert Schwarz Strauss (1918–2014), US-amerikanischer Diplomat und Politiker
- Roland Strauß (Neurowissenschaftler), deutscher Neurobiologe und Hochschullehrer
- Roland Strauss (Geologe), deutscher Ingenieurgeologe und Hochschullehrer
- Rolene Strauss (* 1992), südafrikanisches Model
- Rolf Strauß (* 1939), deutscher Heimatforscher und Heimatpfleger
- Rolf-Peter Strauß (* 1961), deutscher Ingenieur und Hochschullehrer für Energietechnik
- Roswitha Strauß (* 1946), deutsche Politikerin (CDU)
- Rudolf Strauß (1894–1969), deutscher Mediziner
- Rudolph Strauß (1904–1987), deutscher Pädagoge und Archivar
- Ruth Strauss (* 1963), englische Squashspielerin

### S
- Samantha Strauss, australische Drehbuchautorin
- Sharon Strauss (* 1956), US-amerikanische Biologin und Ökologin
- Sigmund Strauß (1875–1942), österreichischer Physiker
- Silvan Strauss (* 1990), deutscher Jazzmusiker
- Simon Strauss (* 2000), österreichischer Fußballspieler
- Simon Strauß (* 1988), deutscher Historiker, Schriftsteller und Journalist
- Sissy Strauss (* 1944), österreichische Salonnière
- Susanne Strauß (* 1976), deutsche Soziologin und Hochschullehrerin
- Sven Strauß (* 1974), deutscher Politiker (SPD)

### T
- Teresa Strauss (* 1995), österreichische Beachvolleyballspielerin
- Theodor Strauß (1846–1916), deutscher Geschäftsmann und Freimaurer
- Theodor Strauß (1859–1911), deutscher Teppichhändler, Botaniker und Pflanzenmaler, siehe Franz Theodor Strauß
- Theodore Strauss (Drehbuchautor, 1912) (1912–1989), US-amerikanischer Drehbuchautor und Filmproduzent
- Theodore Strauss (Drehbuchautor, II), US-amerikanischer Drehbuchautor
- Theodore Strauss (Manager) (Ted Strauss; 1925–2014), US-amerikanischer Manager und Bankier
- Thomas Strauß (* 1953), deutscher Ruderer
- Tiaan Strauss (* 1965), südafrikanischer Rugby-Union-Spieler
- Tilman Strauß (* 1982), deutscher Schauspieler
- Tom Strauss (1930–2020), deutsch-amerikanischer Schauspieler und Synchronsprecher

### U
- Ulrich Strauß (* 1929), deutscher Violinist, siehe Strauß-Quartett
- Ulrich Strauß (* 1941), deutscher Philatelist
- Ursula Strauss (* 1974), österreichische Schauspielerin

### V
- Viktor Strauß (Generalleutnant) (1848–1938), deutscher Generalleutnant
- Viktor von Strauß und Torney (1809–1899), deutscher Übersetzer, Kirchenlieddichter und Politiker

### W
- Walter Strauß (Ingenieur) (1893–1952), deutscher Ingenieur und Sachbuchautor
- Walter Strauss (Journalist) (1895–um 1942), deutscher Journalist, Schriftsteller und Kritiker
- Walter Strauss (Mediziner) (1895–nach 1975), deutsch-israelischer Mediziner und Hochschullehrer
- Walter Strauss (Historiker) (1898–1982), deutscher Historiker und Geschichtsdidaktiker
- Walter Strauß (Politiker) (1900–1976), deutscher Jurist und Politiker (CDU)
- Walter Strauss (Kaufmann) (1905–nach 1982), US-amerikanischer Verbandsfunktionär, Sozialversicherungsfachmann, Musikkritiker und Konzertveranstalter deutscher Herkunft
- Walter Strauß (Architekt) (1909–??), deutscher Architekt
- Walter Strauss (Theologe) (1921–2011), österreichischer katholischer Geistlicher, Philosoph und Theologe
- Walter Strauss (Dirigent) (1928–2013), deutscher Pianist, Dirigent, Orchester- und Chorleiter in der Türkei
- Walter Adolf Strauss (1923–2008), deutsch-amerikanischer Literaturwissenschaftler
- Walter Alexander Strauss (* 1937), US-amerikanischer Mathematiker
- Walter L. Strauss (Walter Leopold Strauss; 1922–1988), US-amerikanischer Kunsthistoriker, Unternehmer und Verleger
- Walther Strauss (1892–nach 1935), deutscher Baubeamter
- Werner Strauss (Historiker) (1928–2017), deutscher Politikwissenschaftler und Historiker
- Werner Strauß (Mathematiker) (* 1940), deutscher Mathematiker und Hochschullehrer
- Werner Strauß (Archivar), deutscher Archivar und Heimatforscher
- Wilhelm Strauß (Unternehmer) (1810–1863), deutscher Zuckerfabrikant
- Wilhelm Strauß (Alpinist) (1838–1927), deutscher Alpinist und Autor
- Wilhelm Strauß (Maler, 1845) (1845–1917), deutscher Maler
- Wilhelm Strauß (Politiker, 1854) (1854–1901), deutscher Politiker, Bürgermeister von Rheydt
- Wilhelm Strauß (Politiker, 1872) (1872–1950), deutscher Landwirt und Politiker, MdL Braunschweig
- Wilhelm Strauß (Maler, 1902) (1902–1985), deutscher Maler, Grafiker und Kunstlehrer
- Wolfgang Strauß (Buchhändler) (1909–nach 1971), deutscher Buchhändler, Verlagslektor und Leiter des Instituts für Buchmarktforschung
- Wolfgang Strauß (Komponist) (1927–2018), deutscher Komponist und Dirigent
- Wolfgang Strauß (Autor) (auch Wolfgang Strauss; 1931–2014), deutscher Autor und politischer Theoretiker
- Wolfgang Strauss (* 1951), deutscher Medienkünstler, siehe Fleischmann & Strauss
- Wolfgang Strauss (Eishockeyspieler) (* 1969), österreichischer Eishockeyspieler

### X
- Xaver Strauß (1910–1998), deutscher SS-Führer

### Z
- Zohar Strauss (* 1972), israelischer Schauspieler